# Helius (Helius) calviensis
Helius (Helius) calviensis is een tweevleugelige uit de familie steltmuggen (Limoniidae). De soort komt voor in het Palearctisch gebied.